# Gaïa (réplique)
Pour les articles homonymes, voir Gaïa (homonymie).
Le Gaïa est le nom donné à une réplique historique de bateau viking selon le bateau de Gokstad exposé au Musée des bateaux vikings d'Oslo. Celui-ci est une épave de la fin du IXe siècle retrouvée en 1880 dans un tumulus près de Gokstad
Son port d'attache actuel est Sandefjord en Norvège.
Il a servi à l'aventurier et écrivain norvégien Ragnar Thorseth (no) pour effectuer, en 1991, une traversée atlantique de Norvège à New York.

## Histoire
Cette réplique , a été construite durant l'hiver 1989-90 sur le chantier naval de Jacob Bjørkedal, dans le Comté de Møre og Romsdal, où a aussi été construit le Saga Siglar en 1983.
Il a été présent à Brest 2008, puis aux Tonnerres de Brest 2012 avec une réplique française le Dreknor.

## Caractéristiques
La coque de ce bateau viking est construite en bordages à clin, il est ponté mais n'a pas d'abri. Il ne possède qu'une seule voile carrée traditionnelle et est équipé de bancs de nages et de 32 rames. 
Ce bateau, au vent portant, peut atteindre 10 nœuds et 5 nœuds seulement à la rame.